# Max Ehrlich
Max Michaelis Ehrlich (Berlín, Imperio alemán; 7 de diciembre de 1892 - Auschwitz, Alemania nazi; 1 de octubre de 1944) fue un actor, guionista y director judío alemán de la escena teatral, cómica y de cabaret alemana de la década de 1930.
Ehrlich comenzó su carrera en la década de 1920 en varios teatros, incluidos papeles protagónicos en producciones y revistas de Max Reinhardt . Apareció en 42 películas, diez de las cuales dirigió, y en ocho discos. Escribió varios libros, entre ellos De Adelbert a Zilzer, su exitosa colección humorística de historias y anécdotas sobre sesenta y dos de sus amigos y colegas más conocidos del mundo del espectáculo .

## Carrera en la Alemania nazi
En 1933, los nacionalsocialistas tomaron el poder e impidieron que Ehrlich y sus otros colegas judíos trabajaran en Alemania. Como resultado, se fue a Viena para actuar en la Rudolf Nelson Revue. Sin embargo, también allí los antisemitas austriacos interrumpieron el espectáculo con gritos de "Judíos, fuera de Viena". En consecuencia, la compañía partió hacia los Países Bajos, deteniéndose en el camino para actuar en Suiza.
En 1935, añorando su tierra natal, Ehrlich regresó a la Alemania nazi . Una vez más se permitió a artistas judíos actuar allí, pero sólo en el marco de la Jüdischer Kulturbund (Unión Cultural Judía) y exclusivamente ante un público judío. Ehrlich fue nombrado director de los departamentos de teatro ligero del Kulturbund. Sin embargo, tras el pogromo de 1938, la " Kristallnacht ", decidió abandonar Alemania definitivamente. Las entradas para sus dos actuaciones de despedida se agotaron inmediatamente, por lo que se añadió una tercera presentación el 2 de abril de 1939. Aquí, frente a una multitud de fanáticos que gritaban su afecto y aliento, Ehrlich hizo su última aparición en Alemania.

## Westerbork
Posteriormente regresó a Holanda y se unió al "Theater der Prominenten" (Teatro de celebridades) de Willy Rosen, hasta que en 1943 – como tantos de sus colegas – Ehrlich fue encarcelado en el campo de concentración de Westerbork . Mientras estuvo en Westerbork, creó y se convirtió en director del "Camp Westerbork Theatre Group", una compañía de cabaret que durante sus dieciocho meses de existencia presentó seis importantes producciones teatrales, todas dentro de los límites del campo de concentración. La mayoría de los actores eran personalidades judías famosas del mundo del espectáculo; artistas destacados de Berlín y Viena, como Willy Rosen, Erich Ziegler, Camilla Spira y Kurt Gerron ; o conocidos artistas holandeses, como Esther Philipse, Jetty Cantor y Johnny & Jones . En su punto culminante, el grupo contaba con cincuenta y un miembros, incluido un equipo completo de músicos, bailarines, coreógrafos, artistas, sastres y maquilladores, iluminación y otros técnicos, así como tramoyistas.
La mayoría de los espectáculos combinaban elementos de revista y cabaret – canciones y sketches – pero, en una ocasión, el programa incluyó una revista-opereta, Ludmilla o Corpses Everywhere — una producción cuyo tema lamentablemente era una premonición de los actores y otros prisioneros. ' destino. Si bien algunas escenas eran implícitamente críticas, por supuesto, el Grupo de Teatro en ningún momento produjo un cabaret abiertamente político ni atacó directamente al régimen nazi . Hacerlo habría violado la condición más fundamental para la supervivencia de la compañía y sus miembros, ya que la vida en Westerbork estaba dominada por la persistente amenaza de deportación en el siguiente transporte hacia un destino desconocido pero profundamente temido en el Este. Así, impotente y sin ayuda ante los verdugos de los fascistas y sus lacayos, el Grupo de Teatro se limitó necesariamente a entretener a su público y a distraerlo momentáneamente de los horrores que lo rodeaban. Pero al hacerlo, también dio a sus audiencias cautivas una esperanza renovada y el coraje para enfrentar una existencia que de otro modo sería insoportable.

## Muerte
Durante el verano de 1944, un número cada vez mayor de transportes llevaban a los prisioneros de Westerbork a los campos de exterminio del Este. De los 104.000 reclusos del campo, menos de 5.000 sobrevivieron. En el último transporte que salió de Westerbork, el 4 de septiembre de 1944, Ehrlich ocupaba el puesto 151 en la lista de víctimas. Testigos presenciales cuentan que, tras llegar a Auschwitz, fue reconocido por un Hauptsturmführer . Como resultado, Ehrlich fue sometido a torturas adicionales: lo llevaron ante un grupo de oficiales de las SS que le apuntaban con sus armas cargadas y le ordenaron contar chistes . El 1 de octubre de 1944, Ehrlich fue asesinado en las cámaras de gas de Auschwitz.
El 12 de abril de 1945, las tropas británicas liberaron Westerbork. Para entonces, sólo quedaban 876 prisioneros: 464 hombres, 309 mujeres y 229 niños; sólo dos eran miembros del Grupo de Teatro.

## Filmografía

### Actor
- Nos volveremos a encontrar en el Heimat (1926)
- Reunión familiar en la casa de Prellstein (1927)
- Hércules Maier (1928)
- El ratón azul (1928)
- Luna de miel (1928)
- Die tolle Komteß (1928)
- Vino alemán (1928)
- Su oscuro secreto (1929)
- El dominó negro (1929)
- Viena, ciudad de la canción (1930)
- Hocuspocus (1930)
- Gente de feria (1930)
- Der Korvettenkapitän/Blaue Jungs von der Marine (1930)
- Leutnant warst Du einst bei deinen Husaren (1930)
- Susanne limpia (1930)
- Programa Kabarett n°. 2 (cortometraje, 1931)
- Programa Kabarett n°. 6 (cortometraje, 1931)
- Madame Pompadour (1931)
- El Tanzhusar (1931)
- En Viena hab' ich einmal ein Mädel geliebt (1931)
- Un sueño lejano (1931)
- La calle Storch. Siegfried der Matrose (1931)
- La doncella alza (1931)
- El Schlemihl (1931)
- El gran turista (1931)
- Rubias doradas Mädchen, ich schenk Dir mein Herz – Ich bin ja so verliebt... (1931/32)
- El sombrero de copa mágico (1932)
- Wer zahlt heute noch? (cortometraje, 1932)
- Cuando el amor marca la moda (1932)
- Herr Direktor engagiert (cortometraje, 1932/33)

### Director
- Revierkrank (cortometraje, 1932)
- Die erste Instruktionsstunde (cortometraje, 1932)
- Kaczmarek als Rosenkavalier (cortometraje, 1932/33)
- Hugos Nachtarbeit (1933)

### Guionista de cine
- Atrajo a tres compañeros (1928)
- Luna de miel (1928)
- Señorita chófer (1928)
- En Werder los árboles están en flor (1928)
- La novia del fin de semana (1928)
- La condesa loca (1928)
- La casa sin hombres (1928)
- Un pequeño pago inicial sobre Bliss (1928/29)
- Mascotas (1928/29)
- El cobre (1930)
- Nachtarbeit de Hugo (cortometraje, 1933)